# École de musique de Tokyo

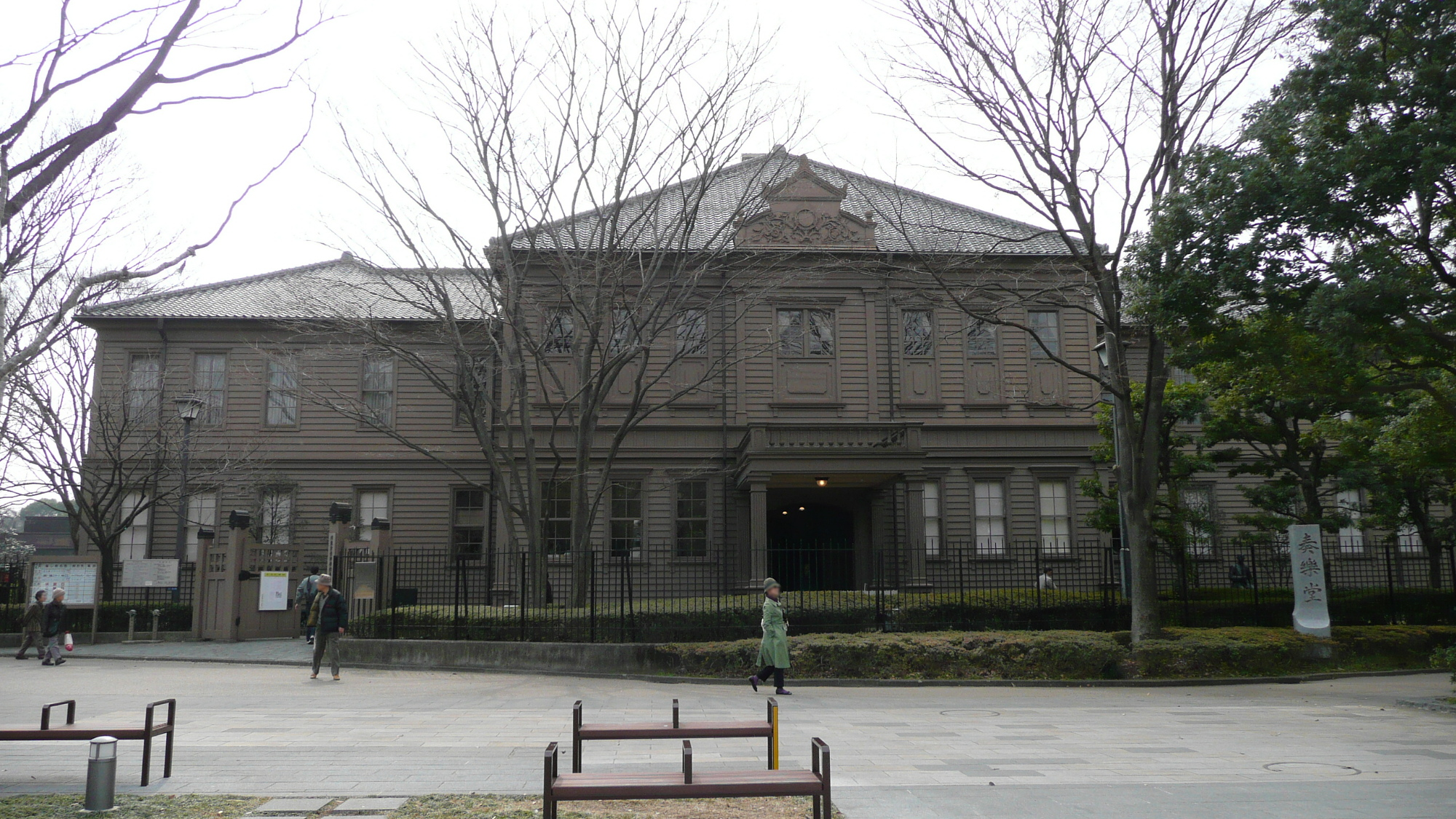
École de musique de Tokyo

L'École de musique de Tōkyō (東京音楽学校, Tōkyō Ongaku Gakkō) était une école d'arts située dans la ville japonaise de Tokyo.

## Historique
Chargé par le ministère de l’éducation d’une mission d’étude aux États-Unis sur la formation des enseignants, Isawa Shuji insista dans son rapport, en 1878, sur la nécessité de l’enseignement du chant choral, et de retour au Japon, en 1879, proposa la création d’un institut pour l’enseignement de la musique.
Ce fut l’origine de la fondation, par le département ministériel de l’éducation, la même année, d’un bureau de la musique (Ongaku torishirabe-gakari 音楽取調掛). Isawa fut l’animateur de ce bureau ; il recruta des candidats intéressés par l’enseignement de la musique et leur fit donner des cours par L. W. Mason qu’il avait fait venir des États-Unis. En 1885, le bureau fut transféré du quartier de Hongo au parc d’Ueno, et, en 1887, prit le nom de Tōkyō ongaku gakkō 東京音楽学校 (École de musique de Tokyo), dont Isawa Shuji fut le premier directeur.
Elle fusionna en 1949 avec l'école des beaux-arts de Tōkyō pour donner naissance à l'université des Arts de Tokyo.